# Isaac-Jacques de Verthamon de Chalucet
Isaac-Jacques ou Jean-Jacques de Verthamon de Chalucet (mort en octobre 1725) est un ecclésiastique qui fut évêque de Couserans de 1708 à sa mort.

## Biographie
Isaac-Jacques de Verthamon, né au château de Chalucet, est issu d'une famille de robe du Limousin anoblie au début du XVIIe siècle. Il est le fils de Guillaume de Verthamon († 1686), seigneur de Chalucet, et de son épouse Catherine de Romannet ; il est également le cousin germain de Jean-Baptiste de Verthamon et l'oncle des frères Michel de Verthamon de Chavagnac et Guillaume-Samuel de Verthamon de Chavagnac qui sont respectivement évêque de Montauban et évêque de Luçon.
Très jeune, il intègre la congrégation de l'Oratoire. Prêtre, docteur en théologie, il devient camérier de Saint-Pierre de Mérens, official puis vicaire général de son cousin Jean-Baptiste alors évêque de Pamiers. Il est désigné comme évêque de Couserans en 1708, confirmé le 26 mars et consacré le 24 juin suivant par son cousin. 
Sur le plan religieux, il demeure très proche de Jean-Baptiste de Verthamon sans toutefois adhérer totalement comme lui aux thèses jansénistes vis-à-vis desquelles il garde cependant une neutralité bienveillante.
Il a en ce sens une forte influence sur le cadet de ses neveux Guillaume-Samuel jusqu'à sa mort en octobre 1725.